# Faculté des lettres et des sciences humaines de l'Université Laval
La Faculté des lettres et des sciences humaines est l'une des 17 facultés de l'Université Laval, située à Québec.

## Description
La Faculté des lettres et des sciences humaines comprend quatre départements et une école : 
- Département d’information et de communication
- Département de langues, linguistique et traduction
- Département de littérature, théâtre et cinéma
- Département des sciences historiques
- École de langues

Les activités d'enseignement et de recherche se déroulent aux pavillons Charles-De Koninck et Louis-Jacques-Casault.
On y trouve trois centres de recherche :
- Le Centre de recherche Cultures Arts Sociétés (CELAT)
- Le Centre d’études sur les médias (CEM)
- Le Centre interuniversitaire d'études québécoises (CIEQ)

## Histoire
En 1920, une École normale supérieure est créée pour les étudiants désirant la licence et est rattachée à la Faculté des arts,. L’enseignement des lettres se confondait à celui de la pédagogie jusqu’en 1937 où les lettres sont élevées au niveau de Faculté des lettres. Y seront rattachées l’histoire, la géographie, la psychologie et la pédagogie. En 1944 voyaient le jour les Archives de folklore en même temps que l’enseignement du folklore.  Un institut d’histoire et de géographie sera fondé en 1946 et scindé en deux en 1955 d’où émergeront les départements d’histoire et de géographie (cette dernière est maintenant associée à la Faculté de foresterie, de géographie et de géomatique). En 2013, le nom de la faculté devient Faculté des lettres et des sciences humaines. 